# Mona-Lisa Pursiainen
Mona-Lisa Pursiainen (Kronoby, 21 de junio de 1951-Kauniainen, 7 de agosto de 2000) fue una atleta finlandesa especializada en la prueba de 4x400 m, en la que consiguió ser subcampeona europea en 1974.

## Carrera deportiva
Eivor Mona-Lisa Pursiainen (de soltera Strandvall) junto con Riitta Salin y Pirjo Häggman, dominó las carreras de velocidad en Finlandia desde mediados de la década de 1960 hasta la segunda mitad de la de 1970.
El año cumbre de la carrera de Pursiainen fue 1973, cuando ganó los campeonatos de 100 m y 200 m en la Universiada de Verano de Moscú. Su tiempo ganadora de 22,39 segundos en los 200 metros sigue siendo el récord de Finlandia. En los Campeonato Europeo de Atletismo de 1974, celebrados en Roma, Pursiainen ganó la plata en el relevo de 4 × 400 metros, llegando a meta tras Alemania del Este que con 3:25.21 batió el récord de los campeonatos, y por delante de la Unión Soviética (bronce), además del bronce en los 200 metros (tiempo de 23.17). En los 100 metros, fue sexta con 11.42. También participó en los Campeonatos de Europa de 1969 en Atenas, en los Campeonatos de Europa de 1971 en Helsinki y en los Juegos Olímpicos de 1972 en Múnich, pero no llegó a las finales en las pruebas individuales. En el relevo 4 × 400 m, Pursiainen fue octava en los Campeonatos de Europa de 1969, séptima en los Campeonatos de Europa de 1971, séptima en los Juegos Olímpicos de 1972 y sexta en los Juegos Olímpicos de Montreal 1976.
En Kaleva, Pursiainen ganó nada menos que 14 medallas de oro: nueve en los 100 metros (1967-1970, 1973-1977), cuatro en los 200 metros (1967-1970) y una en los 400 metros (1970). También ganó un total de 12 medallas de oro en carreras de relevos. Compitió en los 100 metros en los Campeonatos del Mundo Finlandia-Suecia durante 13 años consecutivos, de 1966 a 1978. Estableció un total de 21 récords finlandeses en los 100-400 metros.
Pursiainen fue la primera atleta femenina nombrada Deportista del Año en Finlandia en 1973. A nivel de clubes, Pursiainen representó al Gamlakarleby Idrottsförening.
Es sobrina de Börje Strandvall, semifinalista de los Juegos Olímpicos de Los Ángeles 1932.
Tras los Juegos Olímpicos de Múnich, Pursiainen se casó con Pauli Pursiainen, campeón nacional de 110 m vallas.
Mona-Lisa Pursiainen falleció el 7 de agosto de 2000, a los 49 años. Diez años antes le habían diagnosticado un cáncer de mama que se había extendido a los huesos. Está enterrada en el cementerio de Kauniainen.